# Remote backup service
 Віддалене резервне копіювання даних  — це сервіс, що надає користувачам систему для резервного копіювання і збереження комп'ютерних файлів.
Системи віддаленого резервного копіювання зазвичай вбудовуються в клієнтську програму, яка виконується зазвичай один раз на день. Ця програма збирає, стискає, шифрує і передає дані серверам постачальника послуг резервного копіювання. Іншим типом даного продукту, також доступному на ринку, є дистанційний безперервний захист даних (Точки миттєвого відновлення).

## Історія
Більшість мережевих (віддалених) служб резервного копіювання з'явилася під час бульбашки доткомів наприкінці 1990-х. Перший час на ринку було небагато постачальників цих послуг, але великі промисловці швидко зрозуміли важливість тієї ролі, яку ці провайдери грали на арені вебслужб, тому діяльність M & A стала переважаючою в останні кілька років.
Починаючи з 2005 року більшість постачальників послуг резервного копіювання даних використовують стратегію SaaS («програмне забезпечення як послуга»). В останні роки також зафіксовано значне збільшення числа провайдерів послуг резервного копіювання з єдиною і незалежною активністю, які складають частину великої промисловості.

## Характерні риси

### Копіювання файлів, що використовуються
Можливість резервного копіювання файлів, які часто залишаються відкритими, такі як Outlook файли (*. Pst) або SQL — бази даних. Це дозволяє ІТ-адміністраторам запускати резервне копіювання в будь-який час доби.

### Мультиплатформовість
Мультиплатформенний резервний сервіс може копіювати файли різних платформ, таких як різні версії Windows, Macintosh, і Linux/Unix.

### Зашифрована передача даних
Шифрування для запобігання перехоплення даних. Це не означає, що дані обов'язково будуть зашифровані при зберіганні.

## Переваги
Віддалене резервне копіювання має переваги в порівнянні з традиційними методами резервного копіювання:
- можливо найважливіший аспект копіювання — те, що резервні копії збережені окремо від оригінальних даних;
- віддалена копію не вимагає втручання користувача;
- необмежене зберігання даних;
- деякі видалені резервні служби можуть працювати безперервно, копіюючи зміни в файлах;
- більшість віддалених резервних служб містить список версій файлів;
- більшість віддалених резервних служб використовує 128-, 448- бітове шифрування для відправки даних по небезпечним каналам передачі даних (наприклад через Інтернет) ;
- деякі служби віддаленого резервного копіювання можуть скоротити тривалість резервного копіювання передаючи на сервер тільки дані, що змінилися.

## Недоліки
Віддалене резервне копіювання має деякі недоліки:
- залежно від доступної мережевої смуги пропускання відновлення даних може бути повільним. Оскільки дані зберігаються окремо, вони можуть бути відновлені або за допомогою пересилки через Інтернет, або через диск, відправлений від постачальника послуг віддаленого резервного копіювання;
- у деяких постачальників цих послуг не дається гарантія, що дані будуть збережені конфіденційно, тому рекомендується шифрування даних перед збереженням або автоматизацією процесу резервування;
- у випадку, якщо постачальник послуг віддаленого резервного копіювання збанкрутує або буде викуплений іншою компанією, то це може вплинути на доступність даних або вартість використання сервісу;
- якщо пароль кодування буде втрачений, то відновлення даних буде неможливо;
- у деяких постачальників послуг віддаленого резервного копіювання часто є щомісячні ліміти, які перешкоджають великим резервним копіям.